# Mistrzostwa Świata w Lekkoatletyce 2011 – rzut dyskiem mężczyzn
Rzut dyskiem mężczyzn – jedna z konkurencji rozgrywanych podczas lekkoatletycznych mistrzostw świata na Stadionie Daegu w Daegu.
Obrońcą tytułu mistrzowskiego z 2009 roku był Niemiec Robert Harting. Ustalone przez IAAF minima kwalifikacyjne do mistrzostw wynosiły 65 metrów (minimum A) oraz 63 metry (minimum B).

## Terminarz
| Data        | Godzina |            |
| ----------- | ------- | ---------- |
| 29 sierpnia | 10:10   | Eliminacje |
| 30 sierpnia | 19:55   | Finał      |

## Rekordy
Tabela prezentuje rekord świata, rekordy poszczególnych kontynentów, mistrzostw świata, a także najlepszy rezultat na świecie w sezonie 2011 przed rozpoczęciem mistrzostw.
|                                                | Zawodnik          | Wynik | Miejsce           | Data                  |
| ---------------------------------------------- | ----------------- | ----- | ----------------- | --------------------- |
| Rekord świata                                  | Jürgen Schult     | 74,08 | Neubrandenburg    | 6 czerwca 1986(dts)   |
| Listy światowe                                 | Zoltán Kővágó     | 69,50 | Budapeszt         | 30 lipca 2011(dts)    |
| Rekord mistrzostw świata                       | Virgilijus Alekna | 70,17 | Helsinki          | 7 sierpnia 2005(dts)  |
| Rekord Afryki                                  | Frantz Kruger     | 70,32 | Salon-de-Provence | 26 maja 2002(dts)     |
| Rekord Azji                                    | Ehsan Hadadi      | 69,32 | Tallinn           | 3 lipca 2008(dts)     |
| Rekord Ameryki Północnej, Środkowej i Karaibów | Ben Plucknett     | 71,32 | Eugene            | 4 czerwca 1983(dts)   |
| Rekord Ameryki Południowej                     | Jorge Balliengo   | 66,32 | Rosario           | 15 kwietnia 2006(dts) |
| Rekord Europy                                  | Jürgen Schult     | 74,08 | Neubrandenburg    | 6 czerwca 1986(dts)   |
| Rekord Australii i Oceanii                     | Benn Harradine    | 66,45 | Split             | 5 września 2010(dts)  |

## Rezultaty
| Poz. - pozycja \| CR - rekord mistrzostw \| NR - rekord kraju \| AR - rekord kontynentu            |
| PB - rekord życiowy \| SB - najlepszy wynik w sezonie \| X - próba spalona \| – - pominięcie próby |
| * wyniki podawane w metrach                                                                        |

### Eliminacje
Eliminacje odbyły się w poniedziałek 29 sierpnia. Grupa A rozpoczęła o 10:10, a grupa B o 11:30. Do konkursu zostało zgłoszonych 33 zawodników, a przystąpiło 32. Minimum kwalifikacyjne zostało ustalone na wysokim poziomie - 65,50 metra i żadnemu zawodnikowi nie udało się go wypełnić. Niespodzianką był brak awansu lidera światowych tabel Róberta Fazekasa, który spalił wszystkie próby. Jego rodak – Zoltán Kővágó (15. lokata i brak awansu do finału) został zdyskwalifikowany za doping i jego rezultat został anulowany.
| Poz. | Grupa | Zawodnik               | Reprezentacja     | #1    | #2    | #3    | Rezultat | Uwagi |
| ---- | ----- | ---------------------- | ----------------- | ----- | ----- | ----- | -------- | ----- |
| 1    | B     | Piotr Małachowski      | Polska            | 64,22 | X     | 65,48 | 65,48    | q     |
| 2    | A     | Ehsan Hadadi           | Iran              | 65,21 | 64,74 | -     | 65,21    | q     |
| 3    | B     | Mario Pestano          | Hiszpania         | 65,13 | -     | -     | 65,13    | q     |
| 4    | A     | Robert Harting         | Niemcy            | 64,93 | 63,75 | -     | 64,93    | q     |
| 5    | B     | Jorge Fernández        | Kuba              | 64,94 | -     | -     | 64,94    | q     |
| 6    | A     | Virgilijus Alekna      | Litwa             | 64,21 | 63,57 | X     | 64,21    | q     |
| 7    | B     | Märt Israel            | Estonia           | 63,49 | 64,19 | X     | 64,19    | q     |
| 8    | A     | Vikas Gowda            | Indie             | 62,37 | 63,99 | 61,85 | 63,99    | q     |
| 9    | A     | Gerd Kanter            | Estonia           | 62,77 | 63,50 | X     | 63,50    | q     |
| 10   | A     | Benn Harradine         | Australia         | X     | 63,49 | 51,86 | 63,49    | q     |
| 11   | A     | Jason Young            | Stany Zjednoczone | 61,57 | X     | 63,14 | 63,14    | q     |
| 12   | B     | Brett Morse            | Wielka Brytania   | 60,62 | 62,38 | 59,29 | 62,38    | q     |
| 13   | B     | Jan Marcell            | Czechy            | 60,46 | 62,29 | 59,26 | 62,29    |       |
| 14   | A     | Jarred Rome            | Stany Zjednoczone | 58,86 | 62,22 | 61,00 | 62,22    |       |
| 15   | B     | Rutger Smith           | Holandia          | 60,17 | 59,64 | 62,12 | 62,12    |       |
| 16   | A     | Jian Wu                | Chiny             | 59,51 | 62,07 | X     | 62,07    |       |
| 17   | A     | Jason Morgan           | Jamajka           | 58,51 | 57,56 | 61,75 | 61,75    |       |
| 18   | B     | Martin Wierig          | Niemcy            | X     | X     | 61,68 | 61,68    |       |
| 19   | A     | Erik Cadée             | Holandia          | 61,03 | X     | 61,62 | 61,62    |       |
| 20   | B     | Gerhard Mayer          | Austria           | 61,47 | 55,33 | 59,60 | 61,47    |       |
| 21   | B     | Leif Arrhenius         | Szwecja           | 61,33 | X     | X     | 61,33    |       |
| 22   | B     | Mohammad Samimi        | Iran              | X     | X     | 61,10 | 61,10    |       |
| 23   | B     | Lance Brooks           | Stany Zjednoczone | 60,55 | 61,01 | 61,07 | 61,07    |       |
| 24   | B     | Ercüment Olgundeniz    | Turcja            | 53,34 | X     | 60,86 | 60,86    |       |
| 25   | B     | Markus Münch           | Niemcy            | 58,27 | 60,80 | 60,59 | 60,80    |       |
| 26   | B     | Martin Marić           | Chorwacja         | 59,72 | X     | 60,61 | 60,61    |       |
| 27   | A     | Niklas Arrhenius       | Szwecja           | 60,57 | X     | X     | 60,57    |       |
| 28   | B     | Carl Myerscough        | Wielka Brytania   | 60,29 | 57,65 | 59,40 | 60,29    |       |
| 29   | A     | Abdul Buhari           | Wielka Brytania   | X     | 60,21 | 58,37 | 60,21    |       |
| 30   | A     | Roland Varga           | Chorwacja         | X     | 59,09 | X     | 59,09    |       |
|      | A     | Róbert Fazekas         | Węgry             | X     | X     | X     | NM       |       |
| DQ   | B     | Zoltán Kővágó          | Węgry             | 58,14 | 62,16 | X     | 62,16    |       |
|      | A     | Yennifer Frank Casañas | Hiszpania         | -     | -     | -     | -        | DNS   |

### Finał
| Poz.   | Zawodnik          | Reprezentacja     | #1    | #2    | #3    | #4    | #5    | #6    | Wynik | Uwagi                     |
| ------ | ----------------- | ----------------- | ----- | ----- | ----- | ----- | ----- | ----- | ----- | ------------------------- |
| Złoto  | Robert Harting    | Niemcy            | 68,49 | X     | 68,10 | 68,97 | 66,33 | X     | 68,97 |                           |
| Srebro | Gerd Kanter       | Estonia           | 62,79 | 66,95 | 66,13 | 66,90 | X     | 65,83 | 66,95 |                           |
| Brąz   | Ehsan Hadadi      | Iran              | 65,29 | 64,07 | X     | X     | 65,50 | 66,08 | 66,08 | Najlepszy wynik w sezonie |
| 4      | Märt Israel       | Estonia           | 61,87 | 63,60 | 64,31 | 63,73 | 65,20 | X     | 65,20 |                           |
| 5      | Benn Harradine    | Australia         | 64,43 | 64,02 | 62,08 | X     | 64,18 | 64,77 | 64,77 |                           |
| 6      | Virgilijus Alekna | Litwa             | 62,75 | X     | 64,09 | 62,62 | X     | 61,25 | 64,09 |                           |
| 7      | Vikas Gowda       | Indie             | 60,79 | 61,51 | 64,05 | 62,81 | 62,16 | 62,16 | 64,05 |                           |
| 8      | Jorge Fernández   | Kuba              | 61,05 | 63,54 | 63,10 | X     | 60,11 | 61,77 | 63,54 |                           |
| 9      | Piotr Małachowski | Polska            | 58,28 | X     | 63,37 |       |       |       | 63,37 |                           |
| 10     | Mario Pestano     | Hiszpania         | 62,97 | 63,00 | 62,74 |       |       |       | 63,00 |                           |
| 11     | Jason Young       | Stany Zjednoczone | 62,54 | X     | 63,20 |       |       |       | 63,20 |                           |
| 12     | Brett Morse       | Wielka Brytania   | 60,84 | 62,69 | 57,87 |       |       |       | 62,69 |                           |